# Tapir de Prata
O Tapir de Prata é a mais importante condecoração entregue pelos Escoteiros do Brasil  (UEB).
A COMENDA TAPIR DE PRATA é a recompensa honorífica de mais alto mérito escoteiro, e só pode ser concedida a associados da UEB - União dos Escoteiros do Brasil, a quem já tenha sido conferida a Comenda Tiradentes há pelo menos 5 (cinco) anos, e que tenham prestados novos e relevantes serviços ao Movimento Escoteiro. Excepcionalmente, poderá ser concedida a grandes personalidades escoteiras mundiais.
O Tapir de Prata é concedido mediante proposta apresentada por um dos membros que compõem o Conselho de Administração Nacional dos Escoteiros do Brasil ou por três Regiões Escoteiras, sendo a sua aprovação vinculada a maioria absoluta dos votos dos membros da Comissão Nacional de Reconhecimento e Condecorações.
A entrega da condecoração ocorre normalmente durante eventos nacionais dos Escoteiros do Brasil, tais como Assembleias Nacionais e Jamborees Nacionais (acampamento dos escoteiros) e outras atividades, contando com a presença de demais portadores da condecoração para recepcionar o novo integrante da Ordem do Tapir de Prata.

## Características
Consiste em um tapir (anta, animal herbívoro e pacífico, exemplo da fauna brasileira) de prata sustentada por uma fita verde e amarela, usada pendurada no pescoço e corresponde a uma condecoração de Mérito, concedida somente aqueles que já são portadores da Medalha Tiradentes.
É, portanto, uma comenda, e os agraciados fazem parte da Ordem do Tapir de Prata.

## Lista Tapir de Prata de Escoteiros, Escotistas Brasileiros
| Nome                               | Ano  | Justificativa                                                     |
| ---------------------------------- | ---- | ----------------------------------------------------------------- |
| Benjamin de Almeida Sodré          | 1927 | Considerado o maior difusor do Escotismo no Brasil. Lobo de Prata |
| João Evangelista Peixoto Fortuna   | 1929 | Grande líder da Federação dos Escoteiros Católicos do Brasil      |
| Gabriel Skinner                    | 1933 | Grande incentivador do Escotismo Escolar                          |
| Afonso Augusto Moreira Pena Junior | 1936 | Presidente de Honra UEB                                           |
|                                    |      |                                                                   |